# Schiopparello Jet
Der Schiopparello Jet ist eine Schnellfähre der italienischen Reederei Toremar, die unter italienischer Flagge fährt.

## Geschichte
Das Schiff wurde von Pequot River Shipworks in New London in Connecticut, USA, für die Reederei Bahamas Fast Ferries gebaut und als Bo Hengy zwischen den USA und den Bahamas eingesetzt. 2009 wurde das Schiff an Red Funnel verkauft und erhielt den Namen Red Jet 5. Red Funnel setzte das Schiff im Fährverkehr zwischen Southampton und Cowes auf der Isle of Wight ein.
Toremar kaufte das Schiff im Jahr 2016 und setzt es seitdem unter den Namen Schiopparello Jet auf der Route zwischen Piombino und Cavo ein.

## Technische Daten und Ausstattung
Das Schiff wird von zwei MTU-4000-Dieselmotoren angetrieben, die auf zwei Wasserstrahlantriebe wirken. Für die Passagiere stehen Ruhesessel zur Verfügung. Die Kapazität der Fähre beträgt 145 Passagiere.